# تيتو (فلم)
تيتو فيلم مصري من إنتاج عام 2004، بطولة أحمد السقا وحنان ترك وعمرو واكد وخالد صالح.
يحكي الفيلم قصة حياة طاهر عبد الحي سليم (أحمد السقا) الذي دفعته ظروفه لحياة الإجرام ومحاولاته لكي يترك حياة الاجرام ويتوب ليحيا حياة شريفة أو أن «يبقى نظيف» على حد تعبيره وعن المشاكل التي تواجه عن محاولته التوبة مع العقيد رفعت السكري (خالد صالح)، الذي برع في تقديم شخصية الشرير.

## قصة الفيلم
يبدأ الفيلم في أحد أحياء القاهرة عام 1985، حيث يقتل تيتو أمين شرطة قبض على أحد زملاء تيتو في عالم الجريمة بعد محاولتهما سرقة امرأة تخرج من أحد محلات بيع المشغولات الذهبية. يتم القبض على تيتو ونقله للإصلاحية حيث ينتقل لعالم أبشع وأوسع من الإجرام يقضي به 16 عاما حيث يرتكب جريمة قتل أبشع من التي سبقتها، فيقتل أحد نزلاء الإصلاحية الأكبر سناً حين يحاول التحرش به جنسياً فيدافع تيتو عن نفسه بأن يقتله بعض رقبته.
بعد ذلك ينتقل بنا الفيلم لنرى تيتو بعد خروجه من الإصلاحية بعد 16 عاماً وهو شاب قوي يمشي على كوبري امبابة (الذي يتكرر ظهوره في الفيلم كثيراً ويعتبر رمزاً لـ«التوبة»، يلجأ له البطل طوال الفيلم... يفشل تيتو في العثور على
أهله بعد أن يخبره أحد جيرانهم أن أبوه مسجون، فيلجأ لصديقه صبحي (ضياء عبد الخالق) الذي يشركه معه في عملية لصالح شرطي فاسد وهو العقيد رفعت السكري (خالد صالح)، والذي يمدهم بالمعلومات عن أماكن ومواعيد حملات الشرطة لضبط عمليات تهريب الآثار والسلاح والمخدرات لنهب ما يمكن نهبه منها ثم اقتسامه فيما بعد معه.
تفشل العملية ويموت صبحي بين ذراعي تيتو فيهرب تيتو بالأموال من مسرح الجريمة في أول مطاردة سريعة في الفيلم باستخدام سيارة Peugeot 206 يسرقها من محل بيع سيارات قريب من مسرح الجريمة. يتصل رفعت السكري بتيتو ويطلب منه مقابلته لتسليمه غنائم العملية. يتقابل تيتو مع السكري ويطالبه بنصيب صبحي ليعطيه لأبنائه. وعندما يسأله تيتو عن هويته يرد السكري بعبارته الشهيرة (أنا بابا ياله).
وخلال هذه الرحلة الإجرامية الجديدة، تضع الصدفة فارس (عمرو واكد) في طريق تيتو، الشاب الغني ابن رجل الأعمال الناجح، الذي يصادق تيتو دون أن يهتم بأصوله الاجتماعية وتاريخه، وليبدأ التحول في شخصية تيتو من الذي كان يقتنع بأن الإجرام طبيعة الحياة والطريق الوحيد للثراء، إلى الرغبة في الحياة النظيفة الشريفة، بعد أن تعرف على أسرة فارس.
وتزداد هذه الرغبة في «التوبة» لتتحول إلى هدف عندما يتعرف على نور (حنان ترك) أخصائية التخاطب، ويتمحور دور نور في العمل مع الأطفال المعاقين مقتنعة بأن هؤلاء الأطفال لا ذنب لهم في حياة التي يحيونها، والتي تقول نفس الكلام عن رضا (عصام محمد)، الطفل الذي التقاه تيتو، ورأى فيه صورة أخرى من نفسه، ويعمل جاهداً طوال الفيلم على تحسين أحواله المعيشية وتوفير بيئة أفضل له، في محاولة منه ليثبت لنفسه أن المجتمع والظروف هي المسئول عن ما يحياة من حياة إجرام.

## بطولة
- أحمد السقا
- حنان ترك
- عمرو واكد
- خالد صالح
- ضياء عبد الخالق
- أشرف مصيلحي
- محسن منصور
- هدى الصيفي
- عفاف مصطفى
- أحمد مكي
- مصطفى الطوخي
- إحسان الترك
- عصام محمد
- محمود الشربيني

## حول الفيلم
يعج الفيلم بمشاهد مطاردة السيارات التي تم احضار خبراء وتقنية متطورة من جنوب أفريقيا لتنفيذها في ما يعتبر أهم مشاهد مطاردة في تاريخ السينما العربية وقد كلفت المشاهد التي تستغرق عشرين دقيقة ما يقارب خمسة ملايين جنيه مصري (800 الف دولار أمريكي). وقد تجاوزت إيرادات الفيلم في دور العرض خلال ال16 أسبوعاً التي عرض فيها الفيلم حاجز ال11 مليون جنيه مصري (11515855 ج.م. تحديداً).

## وصلات خارجية
- مقالات تستعمل روابط فنية بلا صلة مع ويكي بيانات
- صفحة الفيلم في IMDb
- صفحة الفيلم في قاعدة بيانات الأفلام العربية
- صفحة الفيلم على موقع Egyfilm
- نسخة محفوظة لموقع الفيلم من Archive.org (الموقع الأصلي للفيلم غير متوفر منذ أبريل 2005)